# Gokulananda Mahapatra
Gokulananda Mahapatra, né le 24 mai 1922 à Bhadrak dans l’État d'Odisha et mort le 10 juillet 2013  à Ahmedabad, est un scientifique et un écrivain de science-fiction indien. 

## Biographie
Appliqué à vulgariser le langage scientifique dans la langue oriya, Gokulananda Mahapatra est l'auteur de 95 ouvrages de science-fiction et de livres sur les sciences destinés aux enfants. Il est le fondateur de l'Orissa Bigyana Prachar Samhiti, créé afin de contribuer au développement de la culture et la littérature scientifique dans l’État d'Odisha. Il reçoit un Orissa Sahitya Akademy Award en 1986 pour son ouvrage E juga ra sreshtha abiskara.

## Œuvres

### Science-fiction
- Pruthibi bahare manisa
- Krutrima Upagraha
- Candrara Mrutyu
- Nishabda Godhuli
- Sunara Odisha
- Mrutyu eka matrutwa ra
- Nishchala pruthibi
- Mrutyu rashmi

### Histoires
- Udanta thalia
- Caturtha parisara
- Bigyana bichitra
- Bigyanara srestha abiskara
- E jugara srestha abiskara

## Récompenses
- Prix Kalinga Samman de vulgarisation scientifique (2010)[3],[4].
- Orissa Sahitya Akademy Award (1986)
- R K Parija Samman Saala Samman[2]